# Федерація хокею на траві України
Федерація хокею на траві України – громадська організація, фізкультурно-спортивного напрямку, діяльність якої – забезпечення розвитку, популяризації олімпійського виду спорту – хокею на траві, як складової частини українського та міжнародного олімпійського руху. ФХТУ/ UHF є єдиними національним керівним органом хокею на траві на території України, має статус національної спортивної федерації. Є членом Міжнародної федерації хокею на траві FIH, Європейської федерації хокею на траві, взаємодіє з Національним Олімпійським Комітетом України НОК та МОК, Центральними органами виконавчої влади, організаціями спортивного напрямку та органами місцевого самоврядування.

## Керівники
Президент - Донцов Сергій
Віце-президент - Качинський Сергій
Директор - Михайлина Любомир